# インサイド・ヘッド2
『インサイド・ヘッド2』（原題: Inside Out 2）は、2024年のアメリカ合衆国のアニメーション青春映画である。ピクサー・アニメーション・スタジオ製作。2015年の『インサイド・ヘッド』の続編であり、ケルシー・マンの長編映画監督デビュー作で、マーク・ニールセンがプロデューサーを務め、メグ・レフォーヴとデイブ・ホルスタインが脚本、マンとレフォーヴが原案を担当した。エイミー・ポーラー、フィリス・スミス、ルイス・ブラック、ダイアン・レイン、カイル・マクラクランが前作からの役を続投し、新たにマヤ・ホーク、ケンジントン・トールマン、トニー・ヘイル、ライザ・ラピラ、アヨ・エデビリ、リリマー、グレース・ルー、スマイヤ・ヌリッディン・グリーン、アデル・エグザルホプロス、ポール・ウォルター・ハウザーがキャストに加わっている。本作は、新たに現れた大人の感情たちがライリーの頭を支配しようとする中で、ライリーが子供の頃から見守る感情たちの行く末を描いている。
本作の製作は、マンが自身の幼少期の誕生日の写真を見た後の2020年に始まった。マンが製作中に提案した「真実味のある」世界観を利用するため、ピクサーのチーフ・クリエイティブ・オフィサーであるピート・ドクターの「5から27の感情」のアイデアを取り入れている。前作と同様に、思春期の感情の変化を正確に描くために心理学者に相談し、また現代のティーンエイジャーの生活を正確に描写するために実際のティーンエイジャーのグループも活用した。
本作は2024年6月10日にロサンゼルスのエル・キャピタン劇場でプレミア上映され、6月14日にアメリカの劇場で公開された。後に批評家から好意的なレビューを受け、全世界で16億5,000万ドルの興行収入を記録し、ピクサー作品で最高の興行収入、2024年の最高興行収入映画、アニメーション映画としては第1位、世界全体では歴代10位の興行成績を達成した。

## ストーリー
サンフランシスコに引っ越してから2年後、13歳のライリー・アンダーソンは高校に進学する。彼女の擬人化された感情たち（ヨロコビ、カナシミ、イカリ、ムカムカ、ビビリ）は、ライリーの信念を形成する記憶や感情を収めた自己認識「ジブンラシサの花」と呼ばれる新しい要素を監視している。ヨロコビは、自己認識をポジティブな記憶で満たそうとし、ネガティブな記憶をライリーの「記憶の外れ」に送り込む仕組みを作り上げている。
ライリーと彼女の親友であるブリーとグレイスは、週末のアイスホッケーキャンプに招待され、ライリーは学校のチーム「ファイアーホークス」のメンバーに選ばれることを望んでいる。しかし、キャンプの前夜、「思春期アラーム」が鳴り、心の中の作業員たちが司令部のデスクを不器用にアップグレードし、本部は混乱に陥る。
感情たちは、デスクに触れる度にライリーが過剰に反応することに気づく。そこに4つの新たに現れた大人の感情たち（シンパイ、イイナー、ハズカシ、ダリィ）が現れ、ライリーが子供の頃から見守る感情たちと対立する。特にヨロコビはライリーにキャンプを楽しませようとする一方で、シンパイはライリーがチームに選ばれ、新しい友達を作ることに焦点を当てている。特に、ブリーとグレイスが別の高校に通うことを知ったライリーはその不安を抱えている。
ヨロコビが指揮を取っている間、ライリーは厳格なロバーツコーチに私語を注意され、キャンプ参加者全員が連帯責任で罰される羽目になる。シンパイは、ライリーが先輩プレーヤーに合わせるために変わる必要があると考え、「ジブンラシサの花」をライリーの心の奥に送り込み、ヨロコビ、カナシミ、イカリ、ムカムカ、ビビリを秘密の保管庫に閉じ込めてしまう。その後、シンパイ、イイナー、ハズカシ、ダリィは、新たな不安主導の自己認識を作り出し、ライリーに人気ホッケープレーヤーの"ヴァル"・オルティスと友達になるよう促すが、これによりブリーとグレイスとの友情は悪化する。ヨロコビ、カナシミ、イカリ、ムカムカ、ビビリは保管庫から脱出し、カナシミは一足先に本部に戻り、他の感情たちはライリーの「ジブンラシサの花」を取り戻しに向かう。
シンパイの指揮下で、ライリーはロバーツコーチのオフィスに忍び込み、彼女がファイアーホークスのメンバーになる実力が十分ではないとノートに記されているのを知る。ライリーが子供の頃から見守る感情たちは、ヨロコビの仕組みによって蓄積されたネガティブな記憶の山の上で「ジブンラシサの花」を見つける。彼らは記憶を使って雪崩を起こし本部に戻るが、その際、ネガティブな記憶がライリーの現在の自己認識に流れ込む。シンパイは、ライリーに対して自信喪失の自己認識を作り出してしまったことに気づく。これにより、ライリーは最終選考試合でパフォーマンスを落とし、誤ってグレイスを負傷させ、ペナルティボックスに送られてしまう。恐ろしさのあまり、シンパイはデスクを盲目的な旋風で制御し、ライリーにパニック発作を引き起こす。
カナシミと改心したハズカシの助けを借りて、ライリーが子供の頃から見守る感情たちが本部に戻る。ヨロコビは、依然として制御不能で麻痺しているシンパイを見つけ、ライリーが未来を良くするために変わる必要はないと説得する。シンパイは譲歩し、ヨロコビはライリーの「ジブンラシサの花」を再びセットするが、パニック発作は続く。反省したシンパイがライリーが何者であるかを判断できないことを認めると、ヨロコビは自分にも同じことが当てはまると気づく。
ヨロコビは「ジブンラシサの花」を取り外し、ライリーのポジティブとネガティブな記憶から新しい自己認識を形成させる。感情たちはこの第3の自己認識を受け入れ、ライリーを落ち着かせ、ブリーとグレイスとの和解を助ける。デスクがヨロコビを呼び、彼女は指揮を取り、ライリーがアイスホッケーの選考を楽しく終えるのを助ける。
ライリーは、ヴァルと他のファイアーホークスのメンバーと高校で友達になり、自分らしさを失わずにブリーとグレイスとの友情を保ちながら生活している。平和に暮らしながら、元の感情と新しい感情たちは協力してライリーを守り、ライリーはファイアーホークスの募集結果をスマートフォンで確認し、自分の姿を鏡に映して誇らしげに微笑む。

## 登場人物
ヨロコビ (Joy)
声 - エイミー・ポーラー（小清水亜美）
ライリーの感情の中でしばしば主導権を握る黄色の感情。ライリーの幸せを損なう可能性のある記憶は「記憶の外れ」に送っている。
シンパイ (Anxiety)
声 - マヤ・ホーク（多部未華子）
あらゆる状況を大げさに捉える新しいオレンジ色の感情。ライリーに悪いことが起こらないように司令部で奮闘する。
ライリー・アンダーソン (Riley Andersen)
声 - ケンジントン・トールマン（横溝菜帆）
本作の主人公。感情たちが心の中に住んでいる13歳の少女。
ムカムカ (Disgust)
声 - ライザ・ラピラ（小松由佳）
体の反応やボディーランゲージに対する反応など、直感的な嫌悪感を処理する緑色の感情。秘密の保管庫で再会したランス・スラッシュブレードに好意を示している。
ビビリ (Fear)
声 - トニー・ヘイル（落合弘治）
危険からライリーを守る役割を担う紫色の感情。作中で服の中にパラシュートを仕込ませていることが発覚する。
イカリ (Anger)
声 - ルイス・ブラック（浦山迅）
気が短く、激しやすい頑固者の赤色の感情。ライリーがホッケーで攻撃的なプレーをする際の脳内も統括する。前作に比べ、自身のコントロールができるようになっている。
カナシミ (Sadness)
声 - フィリス・スミス（大竹しのぶ）
みじめで内気で物憂げな性格の青色の感情。ライリーの辛い経験を処理する。ヨロコビたちよりも早く司令部に戻り、ハズカシとともにシンパイを止める作戦を企てる。
イイナー (Envy)
声 - アヨ・エデビリ（花澤香菜）
他の人が持っているものを追い求めるようライリーを動機づける新しいシアン色の感情。
ダリィ (Ennui)
声 - アデル・エグザルホプロス（坂本真綾）
ライリーの気だるさを表現し、不快な状況を皮肉や興味のないふり、または無口な反応でかわす新しいインディゴ色の感情。フランス訛りで話す。常にソファで横になっており、司令部のデスクは専用アプリで遠隔操作してしまう。エグザルホプロスは、映画のヨーロッパフランス語版とカナダフランス語版の両方で同じ役を務めた。
ハズカシ (Embarrassment)
声 - ポール・ウォルター・ハウザー（村上〈マヂカルラブリー〉）
ライリーの恥ずかしさに反応する大柄な新しいピンク色の感情。不器用で目立つことを拒み、よくフードの中に顔を隠している。後に改心し、カナシミと協力して元の感情たちを本部に戻す。
ヴァレンティナ・"ヴァル"・オルティス (Valentina "Val" Ortiz)
声 - リリマー（清水理沙）
ライリーたちが憧れている、高校のホッケーチームのキャプテン。ライリーを支えようと思っているが、彼女自身も不安に駆られている。
グレイス・シェ (Grace Hsieh)
声 - グレース・ルー（上原千果）
ライリーの中学での同級生であり親友。ホッケーチームでいちばん小柄ではあるが、それに負けないスキルとパワーを持つ。
ブリー・ヤング (Bree Young)
声 - サマヤ・ニュリディン・グリーン（淺岡和花）
ライリーの中学での同級生であり親友。控えめな性格だが、時に羽目を外すこともある。フォグホーンズのゴールキーパーの役割を担っている。
ジル・アンダーソン (Jill Andersen)
声 - ダイアン・レイン（田中敦子）
ライリーの母親。ライリーをていねいに見守っている。
ビル・アンダーソン (Bill Andersen)
声 - カイル・マクラクラン（花輪英司）
ライリーの父親。いつもライリーを応援しており、ライリーが落ち込んでいると猿のマネをして励ます。
ロバーツコーチ (Coach Roberts)
声 - イヴェット・ニコール・ブラウン（村中知）
ホッケーのコーチであり、夏のホッケーキャンプの責任者。ふざけていたライリーたちを叱り、チームに連帯責任を負わすストイックな性格。
ブルーフィー (Bloofy)
声 - ロン・ファンチズ（武内駿輔）
ライリーが幼少期に観ていたテレビ番組のキャラクター。秘密の保管庫で出会うが、仲間たちと大冒険に出ることを望んでいる。『ブルーズ・クルーズ』や『ドーラといっしょに大冒険』のようなインタラクティブな子供向け番組のキャラクターに似たデザインとなっている。
ランス・スラッシュブレード (Lance Slashblade)
声 - ヨン・イェア（中村悠一）
ライリーが幼い頃に夢中になっていたビデオゲームに登場するキャラクター。謎めいた暗い過去を持つ。秘密の保管庫の奥深くでずっと機会を窺っていた。『ファイナルファンタジーVII』のクラウド・ストライフに似たデザインとなっている。
ポーチー (Pouchy)
声 - ジェームズ・オースティン・ジョンソン（花江夏樹）
ブルーフィーの相棒の呼べば飛んでくるウェストポーチ。窮地から抜け出すための何でも道具を持っているが、適した道具がどれなのかは教えない。『ドーラといっしょに大冒険』のバックパックや『ミッキーマウス クラブハウス』のトゥードルズに似た役割を果たす。
クライヒミツ (Deep Dark Secret)
声 - スティーブ・パーセル（北村謙次）
ブルーフィーやランス・スラッシュブレードとともに秘密の保管庫にいる大男。名前の通り、ライリーの暗い秘密を隠し持っている。作品の終盤で、ヨロコビにその秘密を打ち明ける。
作業員 (Foreman)
声 - カーク・R・サッチャー（間宮康弘）
シンパイたちから依頼され、司令部をリフォームする作業員の1人。
マインドポリス (Foreman)
声 - デーヴ・ゲルツ（フランク / 辻親八）、フランク・オズ（デイヴ / 仲野裕）
ヨロコビ、カナシミ、イカリ、ムカムカ、ビビリを秘密の保管庫に閉じ込める。脱走するヨロコビたちを捕まえようとするが、ランスの攻撃を受けて、逆に保管庫に閉じ込められてしまう。
ナツカシ (Nostalgia)
声 - ジューン・スキッブ（定岡小百合）
過去の出来事を懐かしく思い出そうとする、新しいベージュ色の感情。たびたび司令部に顔を出すが、その度に「まだ早い」と他の感情に追い返されている。
記憶消しポーラ (Forgetter Paula)
声 - ポーラ・パウンドストーン（品田美穂）
ライリーの記憶を管理する女性。ヨロコビたちは、彼女が持っていたホースを使って「記憶の外れ」を探し出す。
記憶消しボビー (Forgetter Bobby)
声 - ボビー・モイニハン（後藤光祐）
ライリーの記憶をポーラとともに管理する男性。
フリッツ (Fritz)
声 - ジョン・ラッツェンバーガー（辻親八）
シンパイたちから依頼され、司令部をリフォームする作業員の長。休憩のために、司令部を散らかしたまま後にする様子が描かれる。
マージー (Margie)
声 - サラユー・ブルー（本間沙智子）
シンパイたちから依頼され、司令部をリフォームする作業員の1人。デスクのアップデートの仕上げを施す様子が描かれる。
ジェイク (Jake)
声 - フリー（藤井雄太）
ライリーの記憶の治安を見守る男性。警察官のような服を着ている。

## キャスト
- ヨロコビ: エイミー・ポーラー（小清水亜美）
- シンパイ: マヤ・ホーク（多部未華子）
- ライリー・アンダーソン: ケンジントン・トールマン（横溝菜帆）
- ムカムカ: ライザ・ラピラ（小松由佳）
- ビビリ: トニー・ヘイル（落合弘治）
- イカリ: ルイス・ブラック（浦山迅）
- カナシミ: フィリス・スミス（大竹しのぶ）
- イイナー: アヨ・エデビリ（英語版）（花澤香菜）
- ダリィ: アデル・エグザルホプロス（坂本真綾）
- ハズカシ: ポール・ウォルター・ハウザー（マヂカルラブリー村上）
- ヴァレンティナ・"ヴァル"・オルティス: リリマー（英語版）（清水理沙）
- グレイス・シェ: グレース・ルー（上原千果）
- ブリー・ヤング: サマヤ・ニュリディン・グリーン（淺岡和花）
- ジル・アンダーソン: ダイアン・レイン（田中敦子）
- ビル・アンダーソン: カイル・マクラクラン（花輪英司）
- ロバーツコーチ: イヴェット・ニコール・ブラウン（英語版）（村中知）

- ブルーフィー: ロン・ファンチズ（英語版）（武内駿輔）
- ランス・スラッシュブレード: ヨン・イェア（英語版）（中村悠一）
- ポーチー: ジェームズ・オースティン・ジョンソン（英語版）（花江夏樹）
- クライヒミツ: スティーブ・パーセル（英語版）（北村謙次）
- 作業員: カーク・R・サッチャー（英語版）（間宮康弘）
- マインドポリス・フランク: デーヴ・ゲルツ（辻親八）
- マインドポリス・デイヴ: フランク・オズ（仲野裕）
- ナツカシ: ジューン・スキッブ（定岡小百合）
- 記憶消しポーラ: ポーラ・パウンドストーン（英語版）（品田美穂）
- 記憶消しボビー: ボビー・モイニハン（後藤光祐）
- フリッツ: ジョン・ラッツェンバーガー（辻親八）
- マージー: サラユー・ブルー（英語版）（本間沙智子）
- ジェイク: フリー（藤井雄太）
- ジルのイカリ: ポーラ・ペル（英語版）（定岡小百合）
- ビルのイカリ: ピート・ドクター（間宮康弘）
- 場内アナウンス: ケンダル・コイン・スコフィールド（英語版）（小林希唯）

その他、川井田夏海、奥友沙絢、青山玲菜、秋山絵理、天野叶愛、さとうあい、野一祐子、長尾明希、西岡璃南、おまたかな、小桧山美樹、ケンコー、及川ナオキ、松島昭浩、石原慎一、大木理紗、髙橋まりも、も日本語吹替版で声を担当している。
また、日本語吹替版の一言声優として、アナウンサーやYouTuberが起用されている。最悪のシナリオを想起するライリーの想像たちや工事関係者の声を福岡放送アナウンサー澤田泰佑と、朝日放送テレビアナウンサー福戸あやが務めている。YouTuber平成フラミンゴのNICOとRIHOは、それぞれライリーの親友であるブリーのヨロコビとグレイスのイカリの声を務めている。後に彼女らが投稿した動画で、ピクサー・アニメーション・スタジオに日本代表として招待されたことが明かされた。その他、タレントの佐藤弘道やなえなのも起用されたが、具体的な役名は明かされていない。

## 製作

### 製作
『インサイド・ヘッド』は2015年の全世界興行収入ランキング7位を記録した映画であり、その成功を受けて『エンターテイメント・トゥナイト』や『ガーディアン』は続編が「避けられない」と考えた。『インサイド・ヘッド』の監督であるピート・ドクターは、2016年1月に開催された第88回アカデミー賞でノミネートされた際に、続編のアイデアを温めていた。『インサイド・ヘッド2』の製作は、監督のケルシー・マンが自身の幼少期の誕生日の写真を見た2020年1月に始まった。ピクサーは2022年9月のD23 EXPOの発表で続編の製作を公式に発表し、エイミー・ポーラーがステージに登場してドクターと共に本作について語った。ケルシー・マンが続編の監督（彼の長編監督デビュー作）として発表され、マーク・ニールセンが製作を担当し、前作に続いてメグ・レフォーヴが脚本を執筆することも発表された。
「真実味のある」世界観を作るために、マンはドクターの最初の映画での「5から27の感情」というアイデアを使用した。マンの最初のプランには、ヨロコビが新しい感情が次々と現れることで圧倒されるように、9つの新しい感情が含まれていたが、物語があまりにも多くの感情に焦点を当てすぎたり、話の筋から外れたりして追いきれなくなると感じたため、最初の上映後に感情の数を簡略化することを決めた。これらの感情の中には、シャーデンフロイデ（他人の不幸を喜ぶこと）、嫉妬、罪悪感が含まれていたが、後者の2つは削除されても本作に影響を与え続け、マンは嫉妬がイイナーに関連し、罪悪感の残りがシンパイの導入に見られると感じた。シンパイに罪悪感の一部の負担を持たせたのも、ディズニーランドのホテルからインスピレーションを得たものだった。

### 調査と執筆
製作チームは、思春期におけるティーンエイジャーの感情の変化を正確に描写するため、作家で臨床心理学者のリサ・ダムールに頻繁に相談し、彼女の著書を参考にした。カリフォルニア大学バークレー校の心理学教授であり、最初の『インサイド・ヘッド』の製作にも協力したダッカー・ケルトナーも再びコンサルタントとして参加した。ケルトナーは、物語にどの感情を導入するべきかの選定において重要な役割を果たした。恥の感情に基づいたキャラクターが映画に登場する予定だったが、ケルトナーが恥を感情とは見なしていないと主張したこともあり、そのキャラクターは削除された。
映画の製作を助けるため、ピクサーは9人のティーンエイジャーからなるグループ「ライリーズ・クルー」を招き、現代のティーンエイジャーの生活を正確に描写するためのフィードバックを提供してもらった。彼らの意見により、感情「ナツカシ」が登場し、感情たちの生活の中での日常的な要素や中学から高校への移行を描く様々なシーンに影響を与えた。ニールセンとマンも、自分たちの娘たちから映画の製作にインスピレーションを受けた。物語の製作が新型コロナウイルス感染症の世界的流行によるロックダウン中に始まったため、2人は自分たちの子供たち、特に作中のライリーと同じ年齢の子供たちを観察して、個人的な研究を行うことができた。親としての視点が映画の形作りや感情のキャラクター化、特にヨロコビの描写に役立った。
当初、映画のプロットはタレントショーを中心に展開される予定だったが、そのアイデアは最終的に破棄された。約3回の試写会を経て、ニールセン、マン、ルフォーヴは、ライリーがホッケーをすることに焦点を当てる方が物語として最適だと判断した。これは、ライリーのキャラクターのユニークな側面であると感じたためである。この決定には、マンが『私ときどきレッサーパンダ』の監督ドミー・シーから、他のティーンエイジャーの成長物語と映画を差別化する方法についての助言を受けたことも影響した。古い感情たちが保管庫に閉じ込められるシーンはもともともっと長かったが、いくつかのギャグが時間の都合で削除されたため短縮された。

### キャラクターデザイン
本作のキャラクター・アート・ディレクターを務めたのは、2022年にピクサーに入社した日本人、村山佳子である。本作では、イイナー、ハズカシ、ライリー、ランスのデザインを担当している。村山はデザイン作業をはじめるにあたり、まず前作のキャラクターを分析し、当時のコンセプトやデザイナーたちの想いをくみとるところから着手した。村山は以下のように話している。
前作を監督したピート・ドクターは、キャラクターのシルエットや形をとても大事する方でしたから、登場する感情のキャラクターはすべて形が決まっていたんです。ヨロコビは花火のスパークのようなデザイン、ムカムカは三角形で、カナシミは涙の形。だから本作でもまずはしっかりと原点に戻って、そこから新しい感情をどのような形にするのか考え始めました。厳密ではないのですが、本作から登場する“新しい感情たち”は前作のキャラクターとペアになるようにデザインしました。ムカムカは三角形なので、イイナーは富士山の形にして(笑)、カナシミは涙の形なので、ハズカシは似たようなデザインのタマゴ型に。シンパイのデザインは別のアーティストが担当されたのですが、彼女によると『ビビリが“縦の線”で構成されているので、シンパイは“横の線”でデザインした』そうです。
また、自身が手がけたキャラクターデザインのポイントについて村山は「ハズカシは、体格が一番大きいがかわいくて、思わずハグしたくなるような優しい感じを出した。ライリーは、思春期特有の子どもでもなく、大人でもない、不思議なちょっと気まずい感じの等身大の13歳を表現できるようにした」と説明している。さらにイイナーについて、「嫉妬とという感情があまりかわいいとは言えないため、見ていてかわいいな、好きだなと思ってもらえるように工夫した。目にキラキラを入れるとうらやましいという感情がちょっとポジティブになる。意図せず日本的な表現になった」と話している。
村山が手掛けたもう1人のキャラクターであるランス・スラッシュブレードは、日本の2000年代RPGのキャラクターをモデルにしており、画質の解像度は敢えて低くデザインされている。村山は、「つかめないほど大きなソード、不必要な片側だけの肩甲、お腹が見える衣裳など、『なんで？なぜ？』と思うような不必要な要素を詰め込んだ」と語っている。

### キャスティング

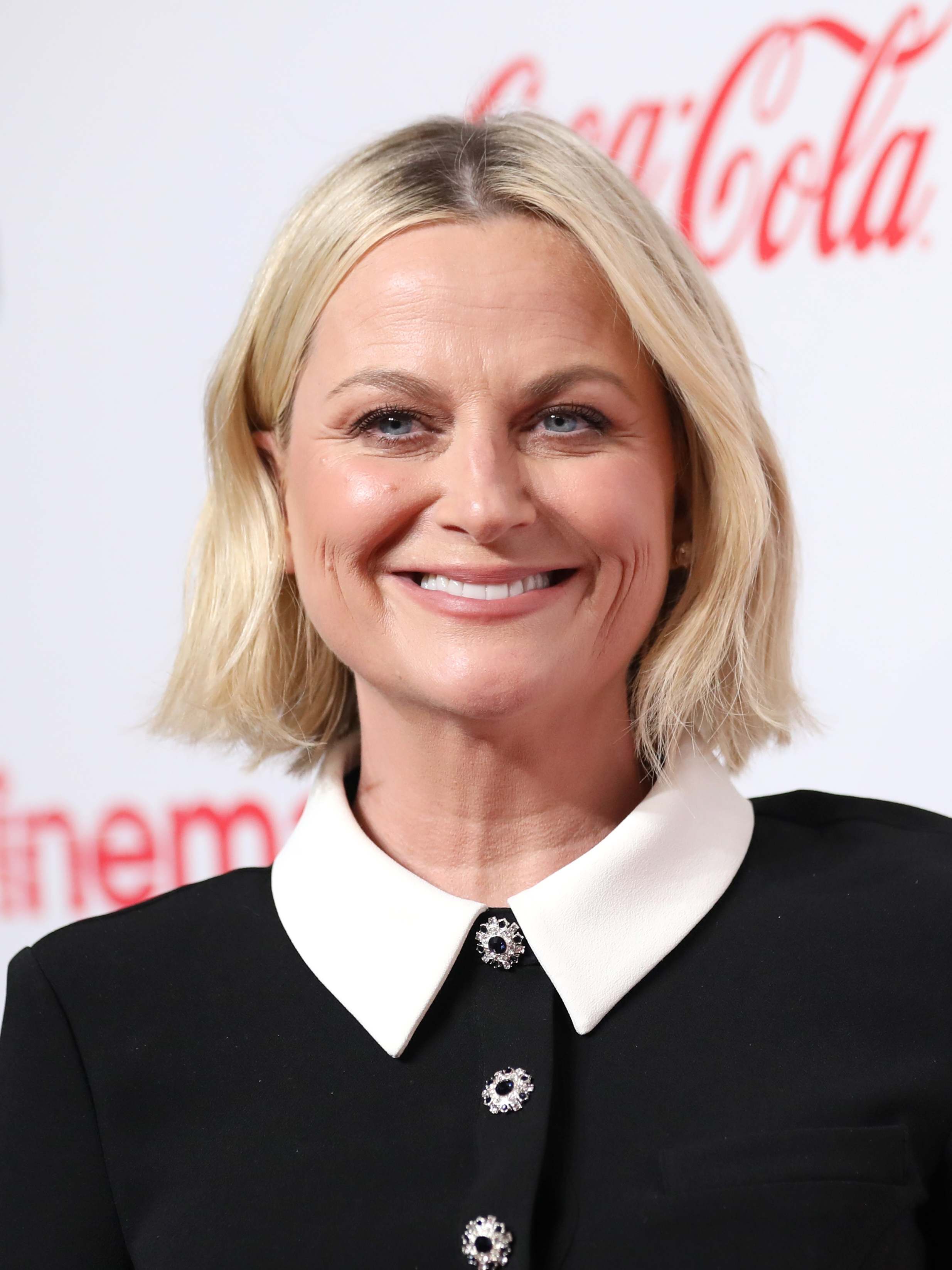
エイミー・ポーラーは1作目からヨロコビ役を続投した。

ポーラーは、1作目で演じたヨロコビ役を続投するために500万ドルのオファーを受け入れ、さらに多額のボーナスも契約に含まれていた。フィリス・スミスとルイス・ブラックもそれぞれカナシミとイカリの声を続投している。報酬をめぐる紛争の後、ビル・ヘイダーとミンディ・カリングはそれぞれビビリとムカムカの役を続投することを拒否した。彼らとその他の続投キャストには、それぞれ10万ドルが提示されたと報じられており、これはポーラーの報酬の2%に相当する。2023年11月9日にティーザー予告が公開され、トニー・ヘイルとライザ・ラピラがヘイダーとカリングに代わってそれぞれビビリとムカムカを演じることが明らかになり、また新しい感情であるシンパイ役にマヤ・ホークがキャストに加わったことが発表された。マンは、ニールセンからホークがちょうどオーディション可能だと聞いた際、家族旅行中のエプコットの裏部屋のオフィスでZoomを使ってホークのオーディションを行い、彼女の不安げな演技に涙を流した。2024年1月16日、ジューン・スキッブが未発表の役でキャストに加わったことが明らかになり、後にナツカシ役であることが明らかになった。
2024年3月7日、ディズニーはアヨ・エデビリ、アデル・エグザルホプロス、ポール・ウォルター・ハウザー、ケンジントン・トールマン、ダイアン・レイン、カイル・マクラクランがキャストに加わることを発表した。エデビリ、エグザルホプロス、ハウザーはそれぞれ新しい感情、イイナー、ダリィ、ハズカシを演じる。さらに、トールマンはケイトリン・ディアスに代わってライリー・アンダーソン役を演じ、レインはジル・アンダーソン役、マクラクランもビル・アンダーソン役を続投する。ジョン・ラッツェンバーガーもフリッツ役で再登場し、彼にとってピクサー作品での声の出演は『2分の1の魔法』以来となる。また、リリマーがバレンティナを演じ、イヴェット・ニコール・ブラウンがロバーツコーチを演じる。サマヤ・ニュリディン・グリーンとグレース・ルーは、それぞれライリーの友人であるブリーとグレイスを演じる。

## 音楽

### サウンドトラック
『インサイド・ヘッド2（オリジナル・サウンドトラック）』（Inside Out 2 (Original Motion Picture Soundtrack)）は、『インサイド・ヘッド2』のサウンドトラック・アルバムである。2024年3月7日、2つ目のティザー予告の公開とともに、アンドレア・ダッツマンがマイケル・ジアッチーノに代わって映画の音楽を作曲したと報じられた。これにより、ダッツマンはピクサーの長編映画で音楽を担当した初の女性となった。録音はワーナー・ブラザースのイーストウッド・スコアリング・ステージで行われた。サウンドトラックアルバムは、映画公開日と同じ2024年6月14日にウォルト・ディズニー・レコードから発売された。
| #         | タイトル                                                                     | 作詞  | 作曲・編曲 | 時間 |
| --------- | ---------------------------------------------------------------------------- | ----- | ---------- | ---- |
| 1.        | 「オープニング」(Outside Intro)                                              |       |            | 0:55 |
| 2.        | 「突き進め！」(Go Team!)                                                     |       |            | 2:27 |
| 3.        | 「ライリーの毎日」(The Life of Riley)                                        |       |            | 2:32 |
| 4.        | 「針穴作戦」(Thread the Needle)                                              |       |            | 1:06 |
| 5.        | 「ライリー保護システム」(Riley Protection System)                            |       |            | 2:46 |
| 6.        | 「ジブンラシサの花」(Creating a Sense of Self)                               |       |            | 1:30 |
| 7.        | 「解体だ！」(Demo Day)                                                       |       |            | 1:57 |
| 8.        | 「隠しごと」(Ride and Prejudice)                                             |       |            | 2:18 |
| 9.        | 「ついに会えた」(Anxious to Meet You)                                        |       |            | 2:21 |
| 10.       | 「あこがれのヴァル」(Seeking Val-idation)                                    |       |            | 1:44 |
| 11.       | 「SOS！」(Sending Out an S.o.S.)                                             |       |            | 2:45 |
| 12.       | 「ブルーフィーと仲間たち」(Bloofy & Co.)                                     |       |            | 2:59 |
| 13.       | 「戦いの渦へ」(Flight for Fighting)                                          |       |            | 2:49 |
| 14.       | 「不安な夜明け」(Fawn of a New Day)                                          |       |            | 0:56 |
| 15.       | 「ただいま！イマジネーション・ランド」(Return to Imagination Land)           |       |            | 1:08 |
| 16.       | 「悪い想像」(To Project and Disserve)                                        |       |            | 3:19 |
| 17.       | 「大きなアイデア」(What's the Big Idea?)                                     |       |            | 2:31 |
| 18.       | 「チーム赤髪」(Red Hairing)                                                  |       |            | 1:18 |
| 19.       | 「ジブンラシサの花を求めて」(Recovering a Sense of Self)                     |       |            | 2:55 |
| 20.       | 「失われたヨロコビ」(Joyless)                                                |       |            | 1:53 |
| 21.       | 「試合開始」(The Puck Drops Here)                                            |       |            | 2:58 |
| 22.       | 「思考停止」(A Mind at Freeze)                                               |       |            | 2:44 |
| 23.       | 「成長するってとても大変」(Growing Up Is Hard to Do)                         |       |            | 4:19 |
| 24.       | 「ヨロコビのスケート」(Glide and Joy)                                        |       |            | 2:01 |
| 25.       | 「やっかいなところも、ステキなところも」(Every Messy, Beautiful Part of Her) |       |            | 2:44 |
| 26.       | 「エンディング」(Inside Outro)                                               |       |            | 2:21 |
| 27.       | 「エンドクレジット」(Done Track Mind)                                        |       |            | 8:15 |
| 合計時間: | 合計時間:                                                                    | 67:00 |            |      |

『ハリウッド・リポーター』の映画レビューで、デヴィッド・ルーニーは「アンドレア・ダッツマンによる活気に満ちたスコアは、すべてをさらに引き立てている」と述べた。『コライダー』のロス・ボーメインは、このスコアを「素晴らしい」と呼び、「ジアッチーノの作品を微妙で見事な方法でさらに発展させている」と付け加えた。『フィルムトラックス』のクリスチャン・クレメンセンは、このスコアに5つ星中3つ星の評価を与えた。彼は「全体的に、ダッツマンの続編のスコアは、前作のスコアのスタイルと物語の知的な進展であり、アルバムの『インサイド・ヘッド2』の音楽への評価は、前作のスコアの似たスタイルにどれだけ共感できるかによるだろう」と書いている。『スクリーンアホリックス』のオスカー・ジャックスは、スコアが不安を音楽的に表現する能力を称賛した。また、いくつかの批評家は、スコアには強みがある一方で、オリジナル映画でのジアッチーノの作品には及ばないという意見も述べている。『ザ・レッド・ライト・ハンド・ムービーレビューズ』のマシュー・ストグドンは、このスコアをオリジナルと比較して「安全」と表現し、「マイケル・ジアッチーノのテーマは、『ピーターと狼』のように各感情に対応する表現豊かなライトモチーフと楽器を提供してくれた。これらは大部分が戻ってきているが、やや環境音楽的で平凡になっている」と述べた。
映画には、「ブルーフィの家のテーマソング（Bloofy's House Theme Song）」（ジェニファー・ロウエカンプ作曲、ロン・ファンチズが歌唱）、「バレーダッシュ（Baller Dash）」（ジョン・パーク作曲）、「トリプルデントガムのジングル（TripleDent Gum Jingle）」（前作にも登場し、ダッツマンとニック・ピテラが歌唱）、「キャント・スロー・アス・ダウン（Can't Slow Us Down）」（ヘンリー・ビーズリーとサイモン・オスクロフト作曲）といった追加オリジナル曲も含まれている。ライセンスされた楽曲には、パリス・カーニーの「イッツ・ザ・タイム・オブ・アワ・ライブス（It's the Time of Our Lives）」と、リンダ・リンダズの「グローイング・アップ（Growing Up）」が含まれている。

## 公開
『インサイド・ヘッド2』は2024年6月10日にロサンゼルスのエル・キャピタン劇場でプレミア上映され、同年6月14日にアメリカで公開された。同日、2024年アヌシー国際アニメーション映画祭でも上映された。本作は、RealD 3D、IMAX、ドルビーシネマなど、さまざまなフォーマットで上映された。

### マーケティング
映画のティーザー予告とポスターは、2023年11月9日に公開された。『ギズモード』のジェームズ・ウィズブルックと『インヴァース』のロテム・ルサックは、ポスターで新たに紹介された3つの感情、ハズカシ、ダリィ、イイナーに注目した。ティーザーは最初の24時間で1億5,700万回視聴され、2024年5月に『モアナと伝説の海2』のティーザーがその記録を破るまで、最も視聴されたアニメ映画のティーザー予告となった。映画のクリップも第58回スーパーボウルで「チーム」という名前で放映された。第2弾のティザーと新しいポスターは、2024年3月7日に公開された。このティザーは、スタジオの創立100周年を記念して前年に導入された2023年版ウォルト・ディズニー・ピクチャーズの標準ロゴのデビューともなった。2024年4月11日のシネマコンで行われたウォルト・ディズニー・スタジオの2024年公開予定作品の初公開プレゼンテーションでは、映画の最初の35分間が上映された。また、Airbnbとの提携の一環として、映画の司令部をモデルにしたラスベガス郊外のネバダ州にある新しいレンタルホームが、2024年6月12日からウェブサイトに掲載された。

#### 日本でのマーケティング
2024年7月16日、本作の応援サポーターにINIが就任したことが発表された。本作のメッセージ「どんな感情も、あなたの宝物になる」を体現しているということで応援サポーターに選ばれた。同日に特別映像が公開され、メンバーの「頭の中の感情たち」を描いた公認イラストも公開された。
2024年8月8日に国立成育医療研究センターで、本作のこども病院向け上映会が開催された。国内で初となる「モバイル・ムービー・シアター」形式で上映され、これはカリフォルニアのディズニーランド・リゾートのメインストリートUSAにあるシネマをヒントにしたもので、入院中・通院中に集って一緒に思い出を作ることができる場所を子どもたちやその家族に提供する取り組みとなっている。医療上の制限により映画館を訪れることができない入院中の小児患者のために世界中で開催されており、病院にいながらにして、ディズニーの映画を観る楽しいひとときを小児患者たちに提供している。

### ホームメディア
ウォルト・ディズニー・スタジオ・ホーム・エンターテイメントは、『インサイド・ヘッド2』を2024年8月20日にデジタル配信でリリースし、4K Ultra HD Blu-ray、Blu-ray、DVDは9月10日に発売予定である。舞台裏の特集映像や削除されたシーンが特典映像として含まれている。
2024年9月12日、ディズニーは同月25日に同社傘下の定額制動画配信サービス「Disney+」にて見放題配信する事を発表した。

#### 日本
2024年11月27日、ハピネットからBlu-ray+DVDと4K Ultra HD Blu-ray+Blu-rayの2種類が発売され、定額制動画配信サービス「Disney+」での見放題配信も同日17時から開始された。

## 評価

### 興行成績
2024年8月29日時点で、『インサイド・ヘッド2』はアメリカとカナダで6億4,720万ドル、その他の地域で10億300万ドルの興行収入を上げ、全世界で合計16億5,100万ドルを記録している。
2億ドルの予算で製作された『インサイド・ヘッド2』は、当初、国内でのオープニング週末に8,000万 - 9,000万ドルの興行収入を見込まれていた。この1億ドル未満の業界予測は、ピクサーの映画『ソウルフル・ワールド』（2020年）、『あの夏のルカ』（2021年）、『私ときどきレッサーパンダ』（2022年）がDisney+で直接ストリーミング配信されたことや、2022年の『バズ・ライトイヤー』が興行収入で期待を下回ったこと、そして2024年のいくつかの映画が振るわなかったことから、一般観客が劇場に戻ることに依然として慎重であると考えられたためである。初日には6,360万ドルを記録し、その中には木曜夜のプレビューからの推定1,300万ドルが含まれており、週末の予測は1億4,000万 - 1億5,000万ドルに引き上げられた。最終的に、4,440の劇場から国内で1億5,420万ドル、38の国際市場で推定1億4,000万ドルを記録し、全世界で2億9,420万ドルのデビューを果たし、ピクサー史上最高のスタートとなった。
アメリカとカナダでは、1億5,420万ドルのオープニング週末は2024年の最高記録で、『デューン 砂の惑星PART2』（8,250万ドル）と『ゴジラxコング 新たなる帝国』（8,000万ドル）を超え、その年初めて1億ドルを超えるオープニングを達成した映画となった。また、ディズニーの『ライオン・キング』（2019年; 1億9,170万ドル）、ピクサーの『インクレディブル・ファミリー』（2018年; 1億8,270万ドル）に次ぐ、アニメ映画としては歴代3位のオープニング記録を達成した。また、『ライオン・キング』『インクレディブル・ファミリー』『美女と野獣』（1億7,400万ドル）に次ぐ、PG映画としては歴代4位のオープニング記録となった。平均チケット価格は全体で12.53ドル、子供向けで10.36ドルで、公開初週末には1,200万人が本作を鑑賞し、これは『バービー』（2023年）の公開最初の3日間の観客数1,300万人に迫る数字だった。観客は1日を通して多く訪れ（観客の22%が午後1時前、35%が午後1時から5時の間、26%が午後5時から8時の間、17%が午後8時以降に訪れた）、多文化の魅力があるとしてその場での来場客が多かったとされている（オープニング週末の観客の36%がヒスパニック系およびラテン系であると回答した）。IMAXおよびプレミアム・ラージ・フォーマット（PLFs）が収益の43%を占め、3D上映からは14%の収益が得られた。本作は平日も勢いを保ち、7日間の合計で2億5,520万ドルに達し、複数の興行記録を更新した。その中には、ピクサー映画で2番目に高い初週月曜日の収益（2,240万ドル）、アニメ映画としては最高の初週火曜日の収益（2,880万ドル）、『スター・ウォーズ/フォースの覚醒』（2015年; 3,800万ドル）と『スター・ウォーズ/スカイウォーカーの夜明け』（2019年; 3,220万ドル）に次ぐ3番目に高い非オープニング水曜日の収益（3,010万ドル）であり、2021年に始まった連邦祝日「ジューンティーンス」の記録でもあった。また、ピクサー映画としては初週木曜日の最高収益（1,960万ドル）も記録した。
2週目の週末には1億120万ドルを記録し、わずか34.4%の減少で、アニメ映画の2週目としては最高の利益を上げ、『ザ・スーパーマリオブラザーズ・ムービー』（2023年）の9,230万ドルを超え、全体で7番目に良い2週目の成績となった。『デッドライン・ハリウッド』のアンソニー・ダレッサンドロは、この快挙の理由を、猛暑や雨嵐が人々を冷房の効いた映画館に誘ったためだと述べている。3週目の週末には、新作『クワイエット・プレイス:DAY 1』を抑えて興行成績のトップを維持し、5,750万ドルを記録した。7月4日には、国内で5億ドルを超え、4週目の週末には3,030万ドルを記録し、『怪盗グルーのミニオン超変身』に次ぐ2位となった。
全世界では、公開16日目の2024年6月27日に前作の興行収入（8億5,880万ドル）を超えた。6月30日には10億ドルの大台を突破し、2019年の『アナと雪の女王2』以来、初めて10億ドルを突破したディズニーのアニメ映画となった。これにより、『インサイド・ヘッド2』は『ライオン・キング』と並び、最速で10億ドルを突破したアニメ映画となり、その記録を19日で達成した。7月10日には、『インクレディブル・ファミリー』（12億4,200万ドル）の世界興行収入を超え、ピクサー映画で最高の興行収入を記録した。また、ラテンアメリカで複数の国際興行収入記録を更新し、ブラジル、チリ、コロンビア、メキシコ、ウルグアイで最高の興行収入を記録した。2024年7月24日、『インサイド・ヘッド2』は『アナと雪の女王2』を超え、歴代2位のアニメ映画の興行収入となった。7月28日には、『インクレディブル・ファミリー』を超えて、歴代のアニメ映画として国内で最高の興行収入を記録した。2024年8月25日には、アニメ映画として2番目に国際興行収入で10億ドルを達成した。

#### 日本での興行成績
2024年8月28日時点で、2024年の洋画最速となる公開28日間で興行収入40億円（40億2,258万9,810円 / 前夜祭興行を含む）を突破した。これはイルミネーション作品『怪盗グルーのミニオン超変身』の38日間を大きく上回る記録であり、今年興収40億円を超えた洋画は現時点ではこの2作品のみである。
さらに29日には興収40億6,578万9,520円、動員318万734人を記録した。これで1作目の最終興行成績（約40.4億円）を上回った。ピクサー作品で前作の興収を超えた続編は、『トイ・ストーリー２』（2000年）、『トイ・ストーリー３』（2010年）、『カーズ２』（2011年）に続く、4作目となる。
『シネマトゥデイ』によると、小さな子供連れの家族や10代の学生はもちろん、20代以上の大人の男女からも幅広く支持されており、さらに作品の質の高さと大人も共感できる内容がリピーターを生んでいることがヒットにつながっているという。

### 映画批評家によるレビュー
本作は好意的な評価を受けた。『アニメーション・マガジン』によると、多くの批評家がそのカラーパレット、ストーリーライン、新しい感情の導入を称賛したが、ライリーが新しいホッケーチームに受け入れられるという外部プロットの予測可能性に不満を示す声もあった。レビュー収集サイト『Rotten Tomatoes』では、305件の批評のうち91%が肯定的で、平均評価は7.6/10である。同サイトの総意としては、「ティーンの苦悩をスパイスとして加えることで、『インサイド・ヘッド2』は前作の感情的な知性を引き継ぎながら、心をクリアにし、温かくしてくれる」と述べられている。重み付け平均を使用する『Metacritic』では、59人の批評家の評価に基づいて100点中73点を付け、「概ね好意的な」レビューを示している。『CinemaScore』の観客調査では、A+からFのスケールで平均「A」の評価を受け（前作と同じ）、『ポストトラック』の調査では、5つ星中4.5の平均評価を得ており、71%が「絶対におすすめする」と答えている。
『シアトル・タイムズ』のモイラ・マクドナルドは、4つ星中3.5を付け、「あらゆる年齢層にとっての楽しい頭の旅」として声優陣と映画を称賛した。『デイリー・テレグラフ』のロビー・コリンは5つ星中4つ星を与え、アニメーション、メタファー、ウィットを称賛し、「ドクターのオリジナルの堅実な存在論的輝きがうまく拡張されている」と述べた。『バラエティ』のオーウェン・グレイバーマンは、シンパイ役のホークの演技と映画の感情的な影響を称賛し、「『エイス・グレード 世界でいちばんクールな私へ』以来、初期の思春期の謎について最も感動的で鋭い物語」と評した。『IndieWire』のデヴィッド・エーリックは映画に「C-」の評価を付け、「ピクサーのチェック項目を完璧に満たしすぎて、物語の真剣さがその存在のシニシズムとの戦いに敗れている」と書いた。『ニューヨーク・タイムズ』のマノーラ・ダルギスは、「ピクサーのアイデアをイメージに変える技術には、素晴らしさが混じった衝撃でその優しい世界観を超えて実際に通り抜けるものもある」と称賛した。他の肯定的なレビューには『ガーディアン』や『エンパイア』があるが、『BBC』や『ロサンゼルス・タイムズ』からのレビューはより混在していた。その他の混在したレビューの中で、『IGN』のシッダント・アドラカは、「同じくらい驚きと失望がある」と評した。
『RogerEbert.com』でのレビューで、ロバート・ダニエルズは、映画が効果的にシンパイを使ってライリーを無個性なキャラクターに変え、ヨロコビと他の感情たちが彼女の心をナビゲートする構造になっていると感じた。ダニエルズにとって、この構造は視覚的に見事なシーンを幻想的なスタイルで融合させ、ティーンエイジャーの女の子たちが直面するプレッシャーに取り組むものだった。彼は、導入された新しい感情が主要な感情ほど記憶に残るものではないと指摘した。
しかし、『デッドライン』で執筆したダイアモンド・ワイズは、映画についてかなり否定的で、「気難しいティーンエイジャーの親たちは、特にダリィの影響でライリーの脳に『サーカズムの谷』ができて、すべてが皮肉に聞こえるようになるところなど、ところどころ楽しめる部分があるだろう。しかし、結局のところ、そのリスクはあまりにも小さく、『インサイド・ヘッド3』を見たいと必死になる人はほとんどいないだろう」と結論づけた。

### 受賞歴
| 賞                             | 日時         | カテゴリー | 受賞者              | 結果       | 脚本    |
| ------------------------------ | ------------ | ---------- | ------------------- | ---------- | ------- |
| アストラ・ミッドシーズン映画賞 | 2024年7月3日 | 作品賞     | インサイド・ヘッド2 | ノミネート | [ 123 ] |